# Fäktning vid olympiska sommarspelen 1912
Vid olympiska sommarspelen 1912 i Stockholm avgjordes fem grenar i fäktning och tävlingarna hölls mellan 6 och 18 juni 1912 på Östermalms IP. Antalet deltagare var 184 tävlande från 16 länder.

## Medaljfördelning
| Medaljfördelning |                |      |        |       |        |
| Placering        | Nation         | Guld | Silver | Brons | Totalt |
| 1                | Ungern         | 2    | 1      | 1     | 4      |
| 2                | Belgien        | 2    | 0      | 1     | 3      |
| 3                | Italien        | 1    | 1      | 0     | 2      |
| 4                | Österrike      | 0    | 1      | 1     | 2      |
| 5                | Danmark        | 0    | 1      | 0     | 1      |
| 5                | Storbritannien | 0    | 1      | 0     | 1      |
| 7                | Nederländerna  | 0    | 0      | 2     | 2      |

## Medaljörer

### Herrar
| Gren                  | Guld | Silver | Brons |
| Värja Detaljer...     | Paul Anspach · Belgien | Ivan Joseph Martin Osiier · Danmark | Philippe le Hardy de Beaulieu · Belgien                                                                                           |
| Värja lag Detaljer... | Belgien · Paul Anspach · Henri Anspach · Robert Hennet · Orphile de Montigny · Jacques Ochs · François Rom · Gaston Salmon · Victor Willems | Storbritannien · Edgar Seligman · Edgar Amphlett · Robert Montgomerie · Percival Dawson · Arthur Everitt · Sydney Mertineau · Martin Holt | Nederländerna · Adrianus de Jong · Willem van Blijenburgh · Jetze Doorman · Leonardus Salomonson · George van Rossem              |
| Florett Detaljer...   | Nedo Nadi · Italien | Pietro Speciale · Italien | Richard Verderber · Österrike |
| Sabel Detaljer...     | Jenő Fuchs · Ungern | Béla Békessy · Ungern | Ervin Mészáros · Ungern |
| Sabel lag Detaljer... | Ungern · Jenő Fuchs · László Berti · Ervin Mészáros · Dezső Földes · Oszkár Gerde · Zoltán Schenker · Péter Tóth · Lajos Werkner            | Österrike · Richard Verderber · Otto Herschmann · Rudolf Cvetko · Friedrich Golling · Andreas Suttner · Albert Bogen · Reinhold Trampler  | Nederländerna · Willem van Blijenburgh · George van Rossem · Adrianus de Jong · Jetze Doorman · Dirk Scalongne · Hendrik de Jongh |

## Deltagande nationer
Totalt deltog 184 fäktare från 16 länder vid de olympiska spelen 1912 i Stockholm.
| | |  |
| - Belgien (11) - Böhmen (13) - Danmark (6) - Grekland (6) - Italien (9) - Nederländerna (12) - Norge (7) - Portugal (1) | - Ryssland (24) - Storbritannien (22) - Sverige (18) - Sydafrika (1) - Tyskland (16) - Ungern (13) - USA (13) - Österrike (12) |  |